# Gmina Czerniewice
Die Gmina Czerniewice ist eine Landgemeinde im Powiat Tomaszowski der Woiwodschaft Łódź in Polen. Ihr Sitz ist das gleichnamige Dorf (deutsch Tscherniewitze) mit etwa 730 Einwohnern.

## Geographie

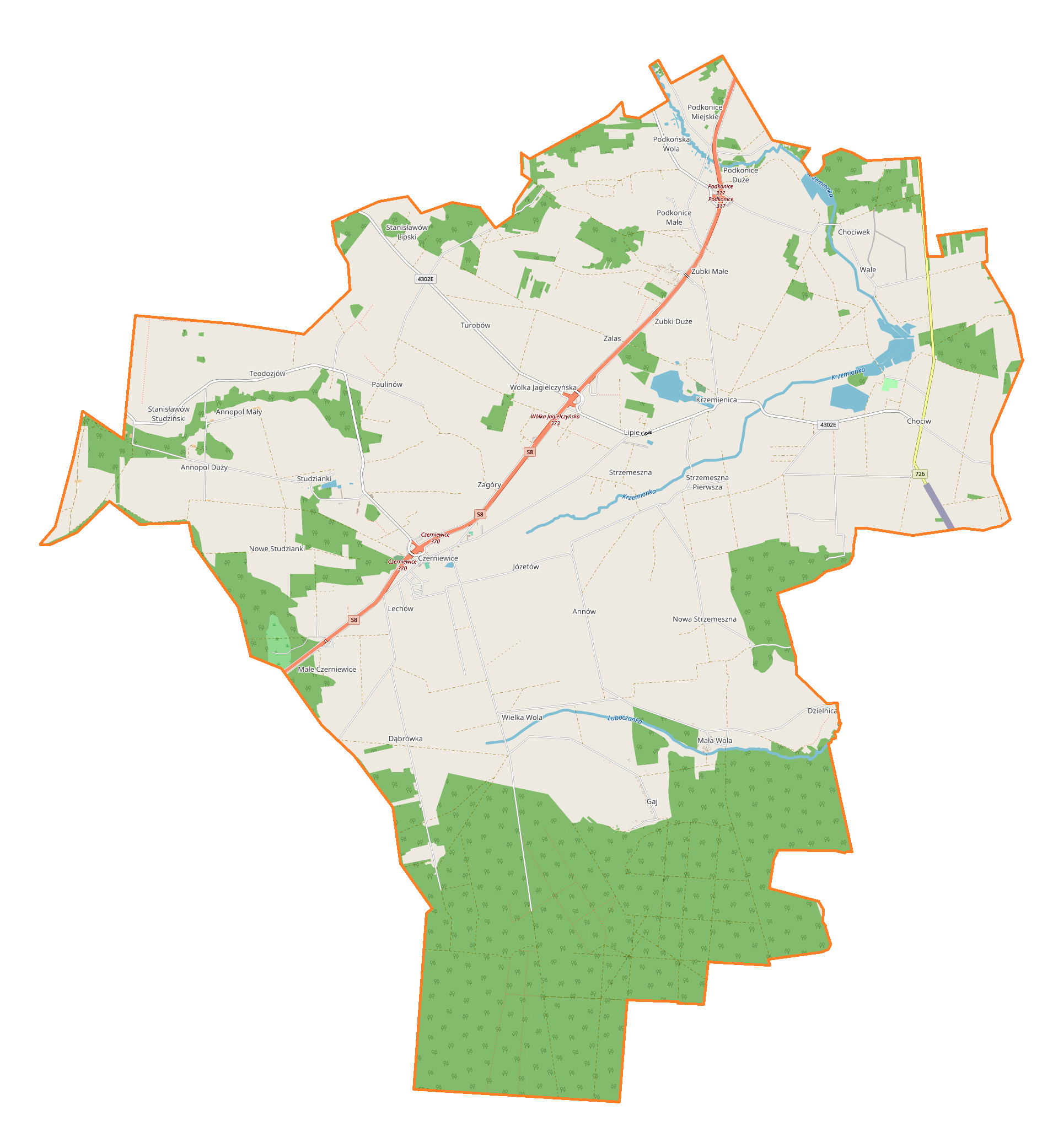
Karte der Gemeinde

Die Gemeinde liegt im Osten der Woiwodschaft. Die Grenze zur Woiwodschaft Masowien verläuft nur wenige Kilometer östlich. Nachbargemeinden sind Lubochnia im Westen, Budziszewice im Nordwesten, Żelechlinek im Norden, Rawa Mazowiecka im Nordosten,  Cielądz im Osten, Rzeczyca im Südosten und Inowłódz im Süden. Die ersten drei Gemeinden bilden mit Czerniewice ein Vierländereck; die Grenze zu Budziszewice ist praktisch nur ein Punkt. Tomaszów Mazowiecki, der Sitz des Powiat, liegt etwa 15 Kilometer südwestlich.
Zu den Fließgewässern gehören Krzemionka und Luboczanka.

## Gliederung
Die Landgemeinde Czerniewice mit einer Fläche von 127,7 km² besteht aus 29 Dörfern mit 30 Schulzenämtern:
- Annopol Duży
- Annów
- Chociw
- Chociwek
- Czerniewice (wieś & Osiedle Skarpa)
- Dąbrówka
- Gaj
- Krzemienica
- Lechów
- Lipie
- Mała Wola
- Nowa Strzemeszna
- Nowe Studzianki
- Podkonice Duże
- Podkonice Miejskie
- Podkońska Wola
- Stanisławów Lipski
- Stanisławów Studziński
- Strzemeszna
- Strzemeszna Pierwsza
- Studzianki
- Teodozjów
- Turobów
- Wale
- Wielka Wola
- Wólka Jagielczyńska
- Zubki Duże
- Zubki Małe

Kleinere Orte ohne Schulzenamt sind Annopol Mały, Dzielnica, Helenów, Józefów, Paulinów, Podkonice Małe und Zagóry.

## Verkehr
Die Schnellstraße S8 ist die Wichtigste Verkehrsverbindung.
Der nächste internationale Flughafen ist Łódź.